# Bartolomé Maura y Montaner

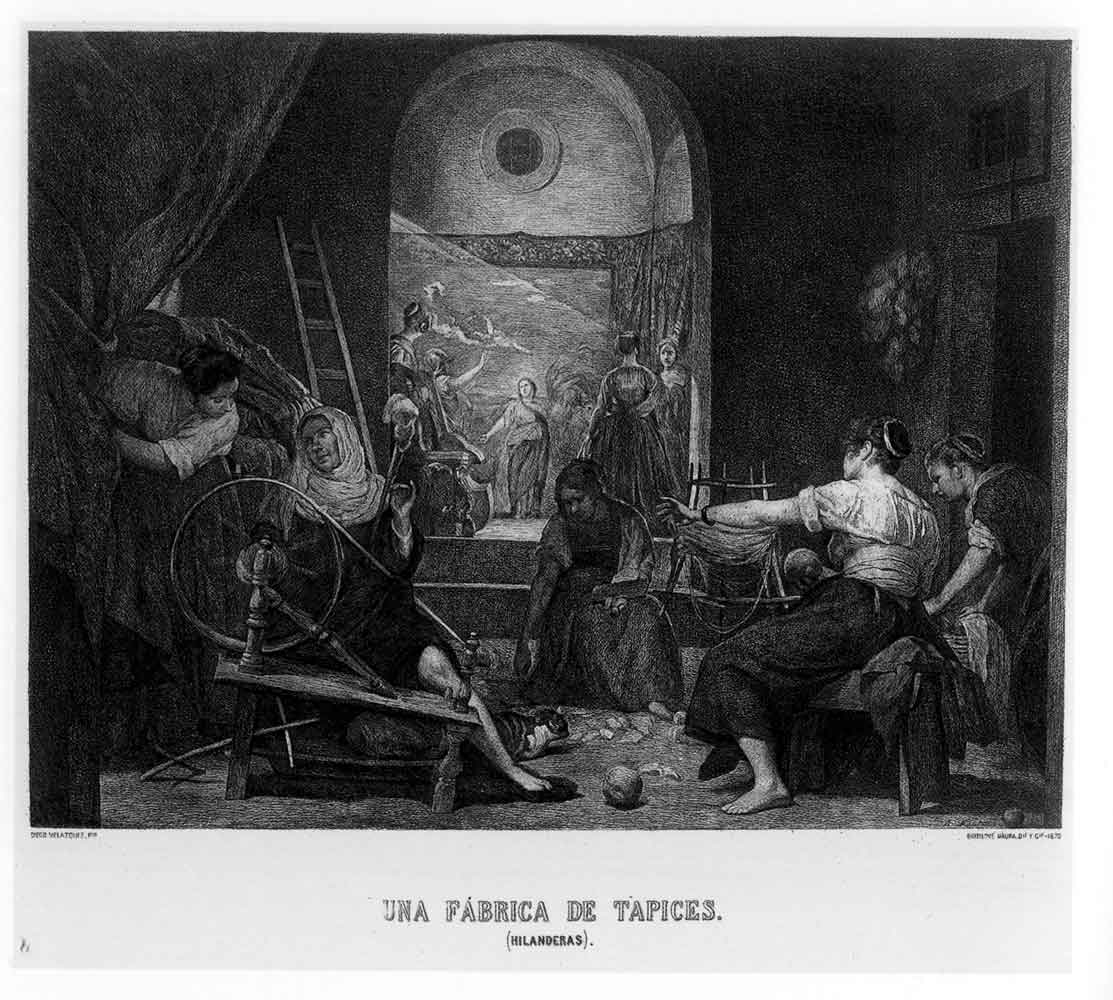
Una fábrica de tapices (Hilanderas), 1870, 450 x 450 mm, aguafuerte de Bartolomé Maura según Diego Velázquez.

Bartolomé Maura y Montaner (Palma de Mallorca, 8 o 19 (según fuentes) de octubre de 1844–Madrid, 18 de noviembre de 1926) fue un grabador y pintor español.
Fue comendador de la Orden de Isabel la Católica, director artístico de la Fábrica Nacional de Moneda y Timbre y grabador jefe del Banco de España. Fue hermano del político Antonio Maura y del pintor Francisco Maura.

## Biografía
Su padre, Bartomeu Maura, era dueño en Palma de una fábrica de curtidos en la calle de Calatrava, con la tenería en la planta baja, y en cuyo piso alto nacería Bartolomé. Su madre, Margarita, era hermana del reconocido litógrafo Francisco Montaner Llampayes que hizo la primera fotografía en Mallorca, al introducir el daguerrotipo en las Islas,
Bartolomé en Palma de Mallorca estudió en la Escuela de Bellas Artes con el maestro Francisco Parietti. Se trasladaría a Madrid en 1868 para ingresar en la Escuela Especial de Pintura, Escultura y Grabado de la Real Academia de Bellas Artes de San Fernando, donde tuvo como maestros a Federico de Madrazo y Carlos Luis de Ribera.

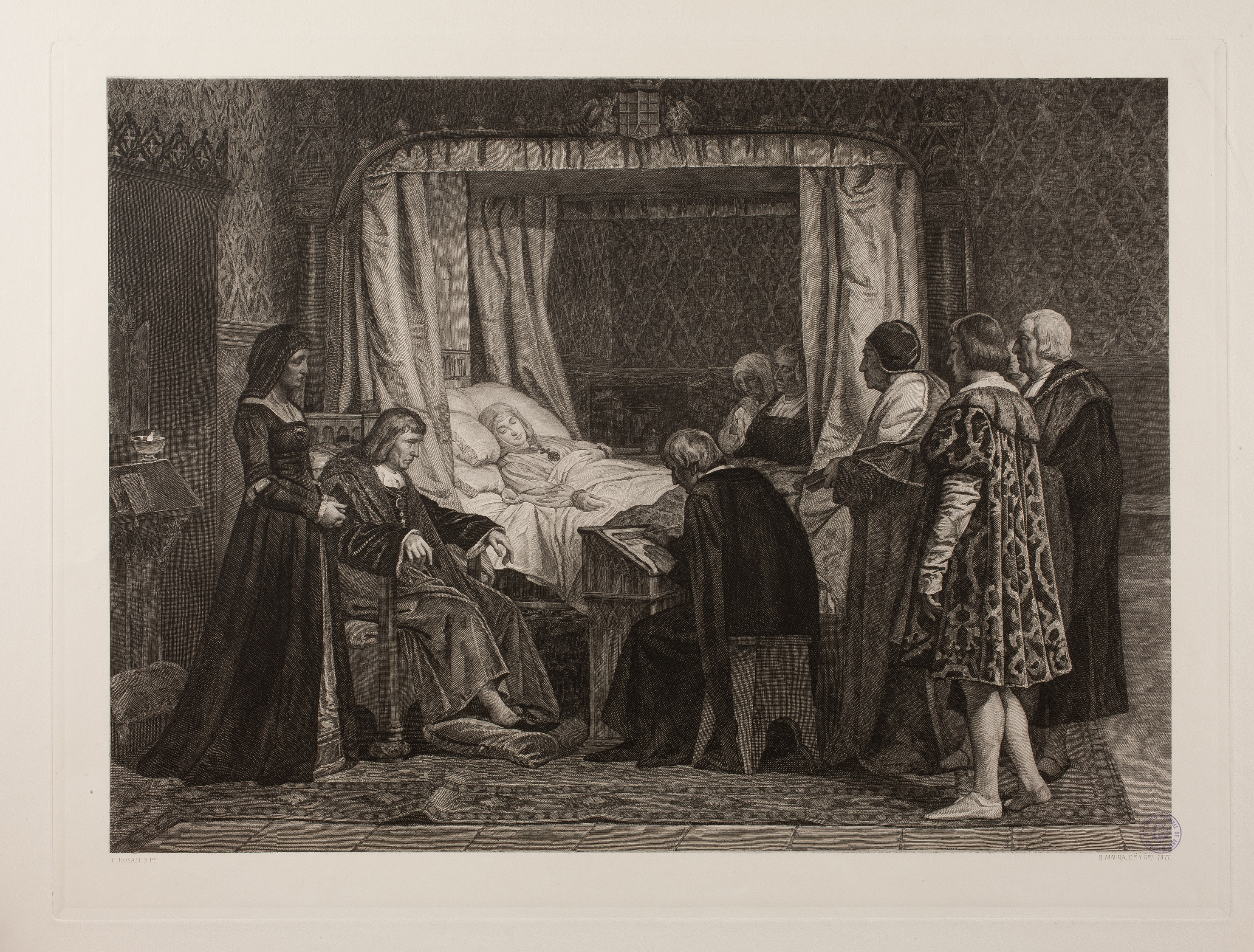
Bartolomé Maura, por pintura de Eduardo Rosales: Doña Isabel la Católica dictando su testamento, 1877. Aguafuerte, buril y ruleta, 472 × 630 mm. Gabinete de Dibujos, Estampas y Fotografías del Museo del Prado.

En 1873 consiguió una medalla con el grabado Las hilanderas, de Velázquez, en la Exposición Nacional de Viena, ganando el reconocimiento del maestro belga Carlos de Haes, y en 1876 consigue otra con el grabado que reproducía el cuadro de Las Lanzas de Velázquez y la medalla de arte en la Exposición Universal de Filadelfia. Se especializó en grabados al aguafuerte de diversas obras de Velázquez, Murillo, José de Ribera, Goya u otros pintores españoles.
Entre 1872 y 1893 trabajó como administrador de la Calcografía Nacional, siendo relevado en el cargo por Tomás Campuzano y Aguirre. En 1877 fue nombrado caballero de la Orden de Carlos III, y en 1883 comendador de la Orden de Isabel la Católica.  En 1893, por oposición, pasó a ser director artístico de la Fábrica Nacional de Moneda y Timbre y, en 1898, grabador jefe del Banco de España. Un año después fue nombrado académico de número de la Real Academia de Bellas Artes de San Fernando, y posteriormente Hijo Ilustre de Palma de Mallorca.
Está considerado como uno de los mejores grabadores españoles del siglo XIX y de comienzos del XX, maestro de medallística y valorado grabador de billetes de banco, a nivel internacional. Fue bisabuelo de la actriz Carmen Maura. Fallecido el 18 de noviembre de 1926, fue enterrado en el cementerio de la Almudena.